# دوفنزه
دوفنزه (به آلمانی: Duvensee) یک شهر در آلمان است که در هرتسوگتوم لاونبورگ واقع شده‌است. دوفنزه ۵۳۱ نفر جمعیت دارد.